# Andorre aux Jeux olympiques d'été de 1976
L'Andorre participe aux Jeux olympiques d'été de 1976 à Montréal au Canada du 17 juillet au 1er aout 1976. Il s'agit de sa 1re participation à des Jeux d'été.
L'Andorre fait partie des pays qui ne remportent pas de médaille au cours de ces Jeux olympiques.

## Préparation et arrivée au village olympique
La délégation andorrane est composée de 3 sportifs dans 2 disciplines.  Au terme des Olympiades, la nation n'est pas à proprement classée puisqu'elle ne remporte aucune médaille.

## Cérémonies d'ouverture et de clôture
L'Andorre est la première délégation à entrer dans le stade olympique de Montréal au cours du défilé des nations durant la cérémonie d'ouverture. Le porte-drapeau du pays est le tireur Esteve Dolsa.
Lors de la cérémonie de clôture, le 1er août, les athlètes défilent mélangés et sont menés par les porte-drapeaux de toutes les nations participantes. 

## Liste des médaillés andorrans
Aucun athlète andorran ne remporte de médaille durant ces JO.

## Boxe

### Joan Claudi Montane
Après une victoire facile au premier tour face au nigérien Gabriel Daramola. 
Joan Claudi Montane s'incline au second tour face à l'allemand Ottomar Sachse.
| Athlète             | Compétition | Qualification | Qualification |
| Athlète             | Compétition | Tour          | Rang          |
| ------------------- | ----------- | ------------- | ------------- |
| Joan Claudi Montane | Mi-lours    | 2e            | 9e            |

## Tir

### Esteve Dolsa
| Athlète      | Compétition     | Qualification | Qualification |
| Athlète      | Compétition     | Points        | Rang          |
| ------------ | --------------- | ------------- | ------------- |
| Esteve Dolsa | Fosse olympique | 159           | 35e           |

### Joan Tomàs Roca
| Athlète         | Compétition     | Qualification | Qualification |
| Athlète         | Compétition     | Points        | Rang          |
| --------------- | --------------- | ------------- | ------------- |
| Joan Tomàs Roca | Fosse olympique | 162           | 33e           |